# Mezquital du Tamaulipas
Localisation
Le mezquital du Tamaulipas est une écorégion terrestre définie par le Fonds mondial pour la nature (WWF), qui s'étend de part et d'autre du Río Grande entre le Mexique (Nord des états de Coahuila, Nuevo León et Tamaulipas) et les États-Unis (Sud du Texas). Elle appartient au biome des déserts et brousses xériques de l'écozone néarctique. La végétation est dominée par les buissons de mesquites et les acacias.